# Теуэльчес
Департамент Теуэльчес  (исп. Departamento de Tehuelches) — департамент в Аргентине в составе провинции Чубут.
Территория — 14750 км². Население — 5390 человек. Плотность населения — 0,40 чел./км².
Административный центр — Хосе-де-Сан-Мартин.

## География
Департамент расположен на западе провинции Чубут.
Департамент граничит:
- на севере — с департаментом Лангиньео
- на востоке — с департаментом Пасо-де-Индиос
- на юге — с департаментом Рио-Сенгер
- на западе — с Чили

## Административное деление
Департамент включает 3 муниципалитета:
- Хосе-де-Сан-Мартин
- Гобернадор-Коста
- Рио-Пико

## Важнейшие населенные пункты[3]
| № | Населённый пункт             | Населённый пункт (исп.)      | Категория | Население чел. (2010) | На карте                        |
| - | ---------------------------- | ---------------------------- | --------- | --------------------- | ------------------------------- |
| 1 | Гобернадор-Коста             | Gobernador Costa             | город     | 2251                  | 44°02′59″ ю. ш. 70°35′48″ з. д. |
| 2 | Хосе-де-Сан-Мартин           | José de San Martín           | поселок   | 1612                  | 44°03′05″ ю. ш. 70°28′09″ з. д. |
| 3 | Рио-Пико                     | Río Pico                     | поселок   | 1055                  | 44°10′48″ ю. ш. 71°22′07″ з. д. |
| 4 | Доктор-Оскар-Атилио-Виглионе | Doctor Atilio Oscar Viglione | поселок   | 44                    | 44°11′32″ ю. ш. 71°39′51″ з. д. |